# Municipio de Delaware (condado de Mercer)
El municipio de Delaware  (en inglés, Delaware Township) es un municipio situado en el condado de Mercer, Pensilvania, Estados Unidos. Tiene una población estimada, a mediados de 2022, de 2076 habitantes.

## Geografía
La localidad está ubicada en las coordenadas 41°19′27″N 80°19′11″O / 41.32417, -80.31972 (41.324033, -80.31969).

## Demografía
Según el censo de 2000, en ese momento los ingresos medios de los hogares eran de $42,240 y los ingresos medios de las familias eran de $47,656. Los hombres tenían ingresos medios por $35,500 frente a los $24,917 que percibían las mujeres. Los ingresos per cápita eran de $18,410. Alrededor del 9.3% de la población estaba por debajo de la línea de pobreza.
De acuerdo con la estimación 2017-2021 de la Oficina del Censo, los ingresos medios de los hogares son de $73,438 y los ingresos medios de las familias son de $83,043. Alrededor del 4.6% de la población está por debajo de la línea de pobreza.